# 伊爾林
50°35′3″N 26°32′50″E / 50.58417°N 26.54722°E

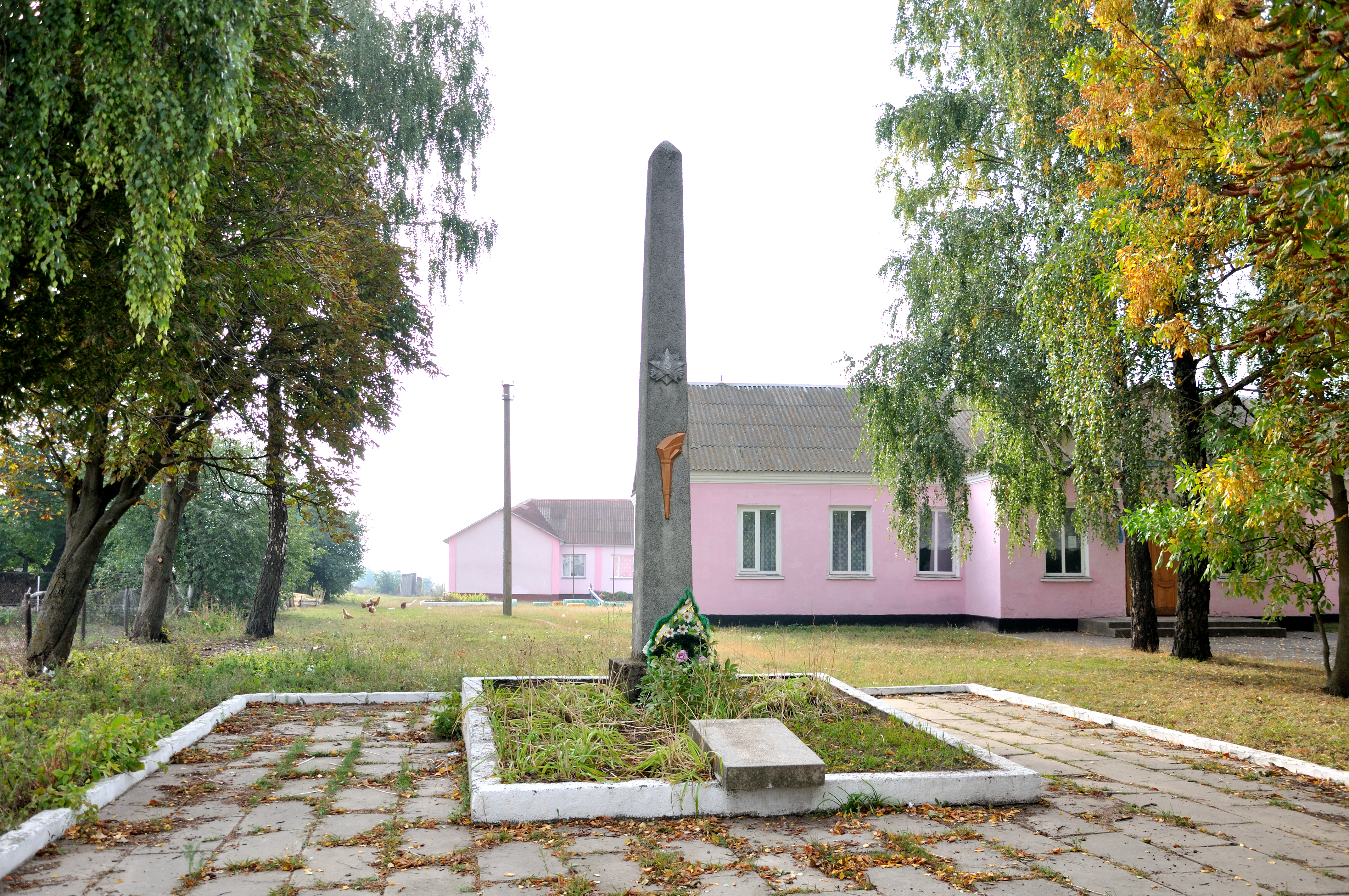

伊爾林（烏克蘭語：Іллін），是烏克蘭西北部的村莊，隸屬里夫內州的里夫內區。該村始建於1876年，面積0.8平方公里，海拔高度199米，2001年人口596，人口密度每平方公里745人。